# Chevrolet Yeoman
Chevrolet Yeoman – samochód osobowy klasy wyższej produkowany pod amerykańską marką Chevrolet w latach 1957–1958. 

## Historia i opis modelu

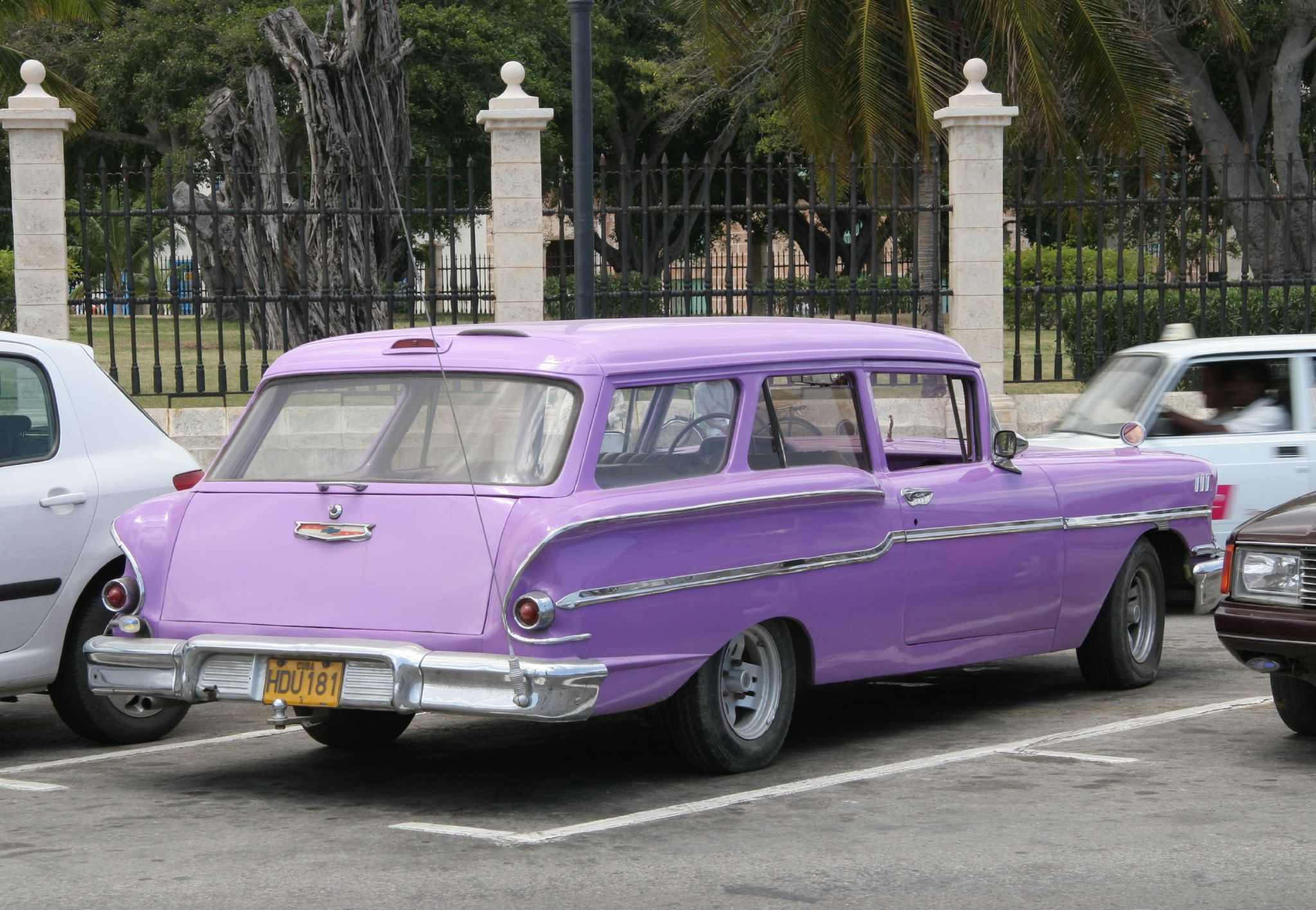
Chevrolet Yeoman - tył

Chevrolet Yeoman zastąpił wariant kombi modelu 150, przyjmując funkcję tańszej alternatywy dla gamy wyższej klasy kombi jak Nomad czy Brookwood. Pod kątem stylistycznym model Yeoman wyróżniał się dużą, bogato zdobioną chromem karoserią, a także dużym przedziałem bagażowym z łagodnie opadającą linią dachu.

### Sprzedaż
Yeoman był dostępny w północnoamerykańskiej ofercie Chevroleta przez niespełna rok, znikając z niej bez bezpośredniego następcy w 1958 roku.

### Silniki
- L6 3.9l Blue Fame
- V8 4.6l Turbo Fire
- V8 5.7l W-Series